# Bredana
Bredana är ett släkte av spindlar. Bredana ingår i familjen hoppspindlar.
Kladogram enligt Catalogue of Life:
| Bredana | \| \| Bredana alternata \| \| \| \| \| \| Bredana complicata \| \| \| \| |
|         | \| \| Bredana alternata \| \| \| \| \| \| Bredana complicata \| \| \| \| |
|         | Bredana alternata                                                        |
|         |                                                                          |
|         | Bredana complicata                                                       |
|         |                                                                          |